# 12119 Memamis
12119 Memamis eller 1999 NG9 är en asteroid i huvudbältet som upptäcktes den 13 juli 1999 av LINEAR i Socorro County, New Mexico. Den är uppkallad efter Megan Marie Miskowski.
Asteroiden har en diameter på ungefär 3 kilometer.